# Las Torres de Aliste
Las Torres de Aliste, también conocida como La Torre de Aliste, es una localidad perteneciente al municipio de Mahíde, en la provincia de Zamora (España).
Su verdadero nombre, el que se mantiene en el uso oral y presente en toda la documentación desde la Edad Media hasta el siglo XX es "La Torre". La forma "Las Torres" se originó en el siglo XX por un error de transcripción.

## Geografía

### Situación
Las Torres de Aliste es un pequeño pueblo de la comarca de Aliste situado en la provincia de Zamora, en la Comunidad de Castilla y León. Está situado a unos 790 metros de altitud, a orillas del río Aliste (afluente del Esla).
| Noroeste: Pobladura de Aliste | Norte: Villardeciervos  | Noreste: Cabañas de Aliste                            |
| Oeste: Pobladura de Aliste    |                         | Este: Palazuelo de las Cuevas - Cabañas de Aliste     |
| Suroeste Pobladura de Aliste  | Sur: Villarino de Cebal | Sureste: Villarino de Cebal - Palazuelo de las Cuevas |

### Topografía
La topografía del terreno se puede dividir en varias partes.
Al sur se encuentra el campo de Aliste, una zepa para la protección de aves en la que se sitúan varias lagunas.
Entre la zepa y el valle del río Aliste se encuentra una pequeña elevación del terreno conocida como "El Sierro". En esta elevación también se sitúa Peña Mayas, punto elevado muy conocido entre los habitantes por su excelente vista panorámica de la población y el término municipal.
El río Aliste discurre por un valle poco hondo, donde se sitúan la mayoría de huertas de regadío, que son en su mayoría minifundios
donde se cultivan todo tipo de productos. En el margen izquierdo del río se sitúa la población en sí.
Tras el pueblo se encuentra una penillanura, en la cual comienzan a aparecer pequeños valles como consecuencia de los arroyos que discurren desde la sierra de la Culebra hacia el río Aliste. 
En la zona norte, separada por la vía férrea Zamora-Orense, se sitúa la sierra de la Culebra, una alineación montañosa constituida por una serie de elevaciones que oscilan entre los 1100 y los 1200 m.

### Flora
En la penillanura nos encontramos con vegetación del tipo de matorrales como jaras y retamas de bolas, aunque en los pequeños valles se pueden encontrar árboles con vegetación de ribera, y en algunas zonas predominan encinas, robles o pinos.
En la sierra de la Culebra la vegetación predominante son los pinos, aunque la vegetación real tendría que ser de robles y castaños, los cuales desaparecieron debido a los ocasionales incendios que arrasan la serranía. Actualmente, está poblada de pinos jóvenes que nacieron después de un gran incendio que quemó toda la sierra perteneciente a Las Torres el 20 de julio de 1990. El único pinar antiguo que se conserva es el pinar de los Suernos, de unas 100 ha.

### Fauna
- Mamíferos: zorro, jabalí, corzo, ciervo, nutria, jineta, liebre, conejo, erizo, lirón careto, comadrejas, murciélago común, críalo, herrerillo, y otros micromamíferos. Especialmente destacado el lobo, ya que la sierra de la Culebra es la zona con mayor densidad de lobos de Europa occidental.

- Aves: el carbonero garrapinos, el herrerillo capuchino, el piquituerto, gorriones, golondrinas, vencejos, estorninos negros, tordos, lavanderas, cucos, cigüeñas, mirlo, ruiseñor, perdiz roja, la codorniz, paloma torcaz, tórtola, aguilucho cenizo, cogujada montesina, búho, lechuza, el alcotán, el águila calzada.

- Reptiles y anfibios: lagarto ocelado, lagartijas, la culebra de agua, la culebra bastarda (culebrón), la culebra de escalera y la venenosa víbora hocicuda. Varias especies de ranas y sapos entre los anfibios que merodean las zonas húmedas.

- Peces: truchas, bogas y lucios.

### Hidrografía
La zona pertenece a la cuenca hidrográfica del Duero, siendo el río Aliste el principal cauce del término, en el que convergen los numerosos arroyos que provienen de la sierra de la Culebra. Además, en esta sierra también encontramos numerosos manantiales de agua, como el de Llamafraguas, que abastece a la localidad.

## Historia

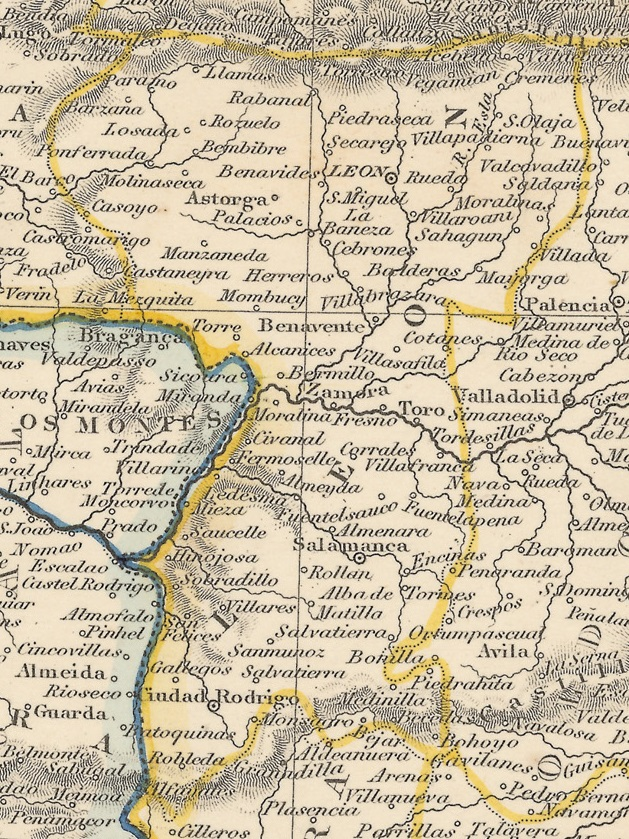
Detalle del mapa Spain and Portugal, realizado en 1850 por J. Dower, en el que se puede observas Las Torres de Aliste como Torre

Durante la Edad Media La Torre quedó integrado en el Reino de León, cuyos monarcas habrían acometido la repoblación de la localidad dentro del proceso repoblador llevado a cabo en Aliste. Tras la independencia de Portugal del reino leonés, en 1143, la localidad habría sufrido por su situación geográfica los conflictos entre los reinos leonés y portugués por el control de la frontera, quedando estabilizada la situación en Aliste a inicios del siglo XIII, hecho reforzado por la firma del Tratado de Alcañices en 1297.
Posteriormente, en la Edad Moderna, La Torre estuvo integrado en el partido de Alcañices de la provincia de Zamora, tal y como reflejaba en 1773 Tomás López en Mapa de la Provincia de Zamora. Así, al reestructurarse las provincias y crearse las actuales en 1833, la localidad se mantuvo en la provincia zamorana, dentro de la Región Leonesa, integrándose en 1834 en el partido judicial de Alcañices, dependencia que se prolongó hasta 1983, cuando fue suprimido el mismo e integrado en el Partido Judicial de Zamora.
Finalmente, en torno a 1850, el antiguo municipio de Las Torres de Aliste se integró en el de Mahíde.

## Marco socioeconómico

### Economía
Esta pequeña población se dedica principalmente a la agricultura, tanto de secano como de regadío y ganadería (vacas, ovejas, cerdos, gallinas, principalmente). Se trata en su mayoría de una economía de subsistencia.
El sector servicios apenas está presente, con tan solo un bar que abre durante todo el año fines de semana incluido. Y próximamente abrirá una casa rural en el pueblo. El resto de bienes de consumo llegan al pueblo a través de vendedores ambulantes para abastecer a la anciana población.

### Demografía
Tiene una población censada de 65 habitantes (INE 2016). Esta es mayoritariamente anciana, con un crecimiento natural claramente negativo y una pirámide de población que predomina en edades superiores a los 65 años. La población se multiplica en el mes de agosto, coincidiendo con las fiestas del pueblo, debido a la llegada de veraneantes que emigraron de la localidad hacia las grandes ciudades.
| 254           | 409 | 454 | 415 | 181 | 141 | 121 | 105 | 88 | 76 | 73 | 67 | 65 | 60 | 55 |
| (Fuente: INE) |     |     |     |     |     |     |     |    |    |    |    |    |    |    |

## Cultura

### Lugares de interés
La iglesia de la Torre de Aliste es el edificio más antiguo del pueblo, se cree que su construcción data del siglo XII.

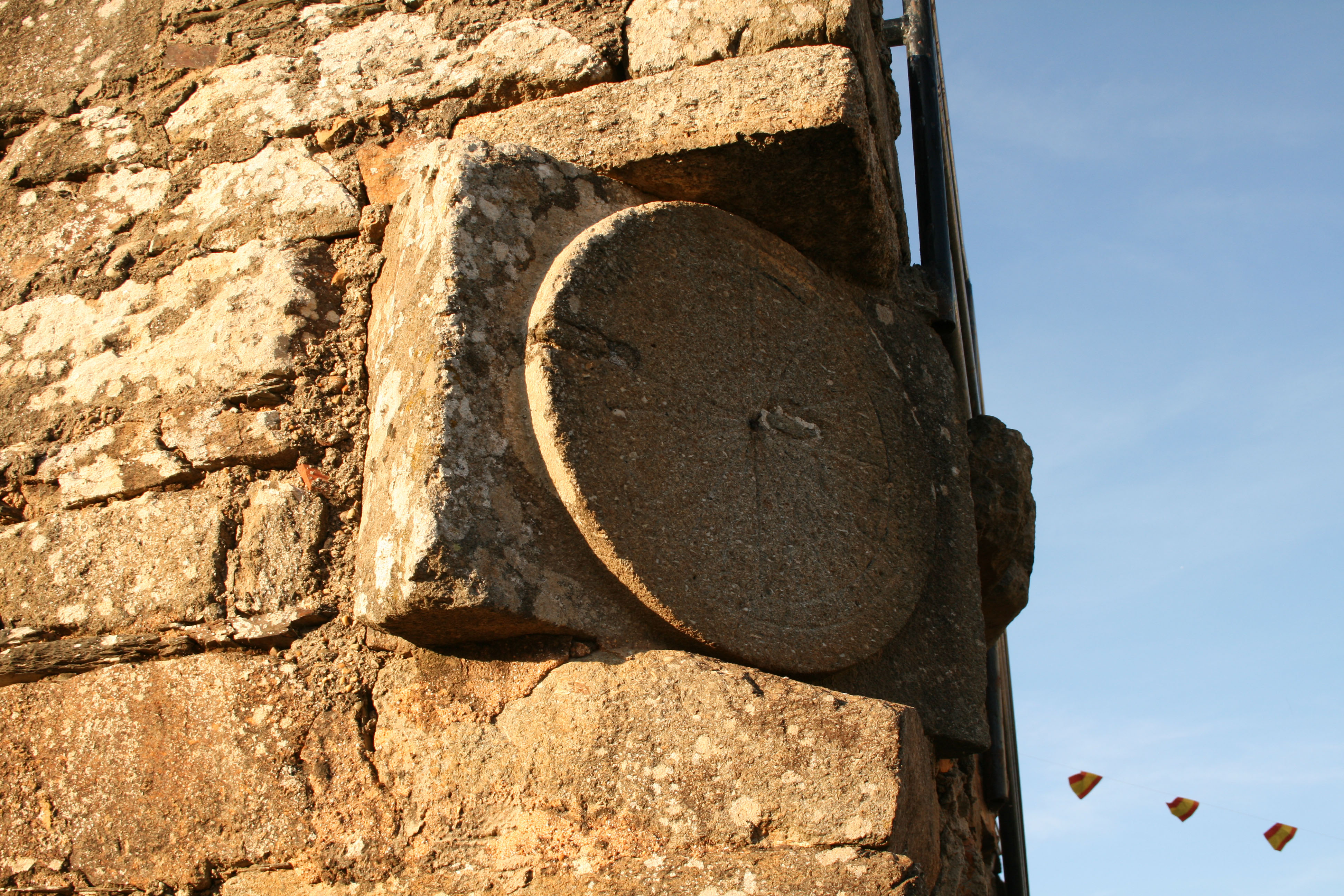
Reloj de sol de la iglesia.

 La iglesia es de piedra y tiene una airosa torre en espadaña, con elegantes curvas simétricas y esbeltos pináculos esquineros. Su puerta, al resguardo de un angosto alpende, posee dos arquivoltas de medio punto, sobre jambas lisas, lo que señala orígenes románicos. Encima, para sujetar las vigas, asoma una zapata de madera que tiene tallada una cabeza humana rudimentaria. Y para confirmar la antigüedad, toda la fachada septentrional mantiene las formas primitivas. En ella, su alero, parcialmente rehecho, se sujeta sobre diversos canecillos, alguno enriquecido con motivos ornamentales de poco detalle. En el centro del muro se reconoce una angosta puerta, ahora ciega, resuelta también en arco. Ya en el interior de la iglesia, el retablo mayor consta de cuatro columnas barrocas salomónicas adornadas con racimos de uvas. Es muy semejante al de Pobladura, pueblo próximo a La Torre. Está coronado este retablo por un Cristo; en el centro San Julián y Santa Basilisa, los patronos; abajo, San Fabián y San Sebastián. En la esquina sur de la iglesia se encuentra un antiguo reloj de sol de piedra.
Las Memorias citan dos ermitas en el pueblo: la de San Tirso y la de la Santa Cruz. Sin embargo, se habla por el pueblo de una ermita de San Fabián y San Sebastián junto al puente de abajo del Aliste, a la entrada del pueblo viniendo desde Palazuelo. La de San Tirso estuvo en las afueras, en el lugar del "Santijo", más allá del Calvario, de la que aún pueden verse algunos restos esparcidos por allí, y cuyo esquilón se conserva en la iglesia.

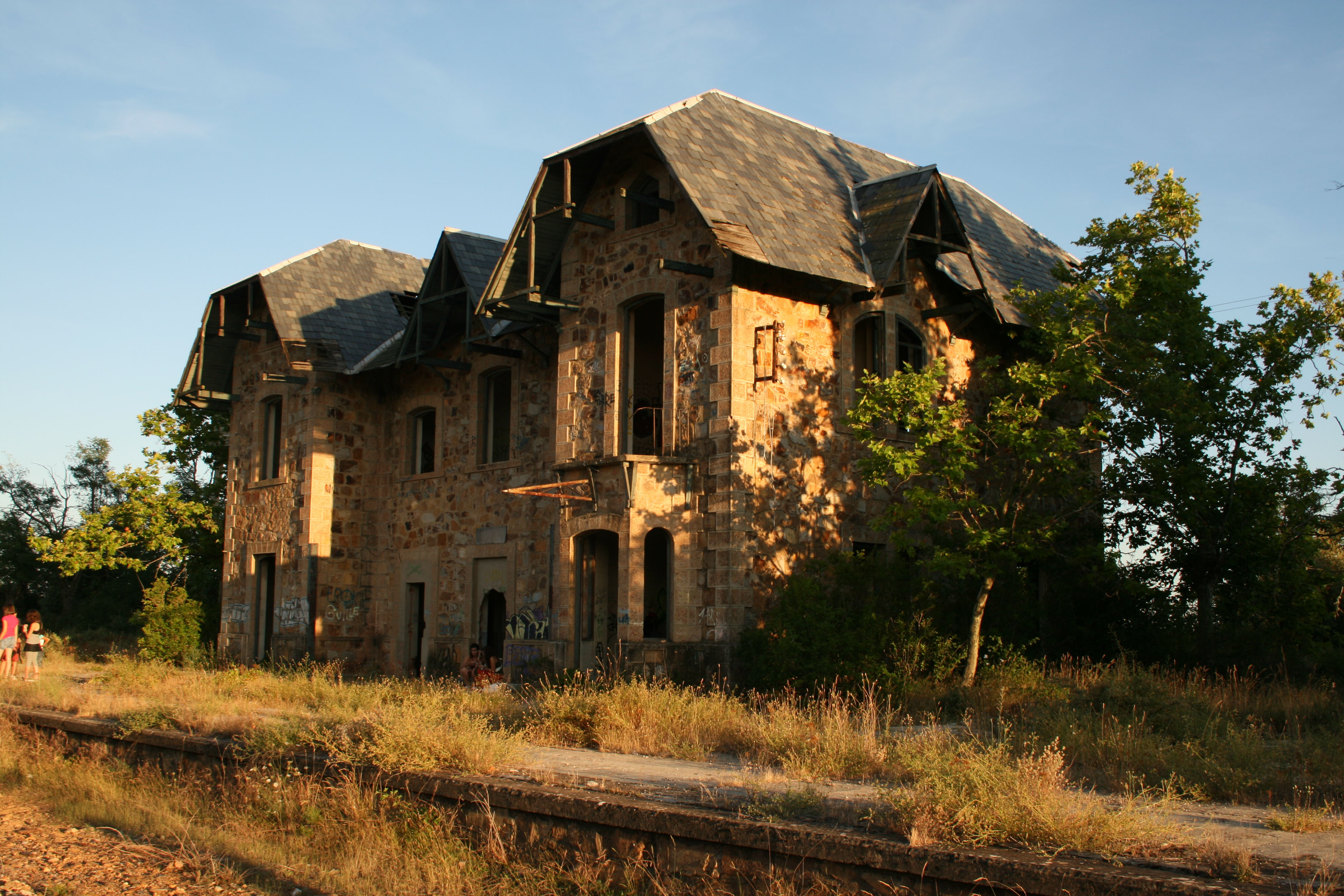
Estación de La Torre de Aliste-Pobladura.

También hay varios molinos de agua a lo largo del cauce del río Aliste y de sus afluentes.
El pueblo también cuenta con una estación de tren actualmente abandonada. Pese a estar situada a algo más de 4 km, la estación daba servicio a las localidades de La Torre y Pobladura de Aliste y contaba con muelle de cargas, aseos y torre de agua, que actualmente están en ruinas. En su día tuvo una vía de carga y cuatro de cruce, de las que sólo queda la general.

### Fiestas
La fiesta patronal es el día 9 de enero, pero la fiesta principal que celebran en el pueblo es la Virgen de las Nieves, el 5 de agosto. Las fiestas  de La Torre de Aliste son de las que más fama tienen en los pueblos de la zona. Desde aproximadamente 1991, cuando se decidió crear la primera comisión de fiestas (formada por gente del pueblo que cada año se renueva por selección), los días 4, 5 y 6 de agosto de cada año se celebran las fiestas en honor a la Virgen de las Nieves, coincidiendo con uno de los momentos en que más gente veranea en la zona, siendo este aliciente el que motiva la concentración de tanta gente joven en sus verbenas nocturnas.